# Tour de France 1999
86. Tour de France rozpoczął się 3 lipca w historycznym parku rozrywki Puy du Fou w departamencie Wandea, a zakończył 25 lipca w Paryżu. Wyścig składał się z prologu i 20 etapów, w tym: 11 etapów płaskich, 3 etapów górzystych, 4 etapów górskich i 3 etapów jazdy indywidualnej na czas. Cała trasa liczyła 3690 km.

## Klasyfikacje
Klasyfikację generalną wygrał Amerykanin Lance Armstrong, wyprzedzając Szwajcara Alexa Zülle i Hiszpana Fernando Escartína. Niemiec Erik Zabel wygrał klasyfikację punktową, Francuz Richard Virenque wygrał klasyfikację górską, a jego rodak – Christophe Rinero był najlepszy w klasyfikacji młodzieżowej. Najaktywniejszym kolarzem został kolejny Francuz, Jacky Durand. W klasyfikacji drużynowej najlepsza była hiszpańska drużyna Banesto.

## Doping
Po aferze dopingowej w poprzedniej edycji TdF organizatorzy wykluczyli ze startu Richarda Virenque, Laurenta Roux i Philippe’a Gaumonta, a także całą ekipę TVM. Ekipa Polti, której kolarzem był Virenque odwołała się do Międzynarodowej Unii Kolarskiej (UCI) i ostatecznie kolarz został dopuszczony do startu.
Kolumbijczyk José Castelblanco z drużyny Kelme, Hiszpan Manuel Beltrán z Banesto i Duńczyk Bo Hamburger z Cantina Tollo nie przeszli testów antydopingowych podczas wyścigu. W 2013 roku komitet antydopingowy w ramach senatu francuskiego opublikował raport zawierający wyniki kontroli antydopingowych przeprowadzonych podczas Tour de France w latach 1998 i 1999. Z raportu tego wynika, iż 13 z 20 pozytywnych wyników należało do sześciu kolarzy: Lance’a Armstronga, Kevina Livingstona, Manuela Beltrána, José Castelblanco, Bo Hamburgera i Wladimira Bellego. Poza 20 pozytywnymi wynikami, 34 próbki dały wynik negatywny, a pozostałe 30 nie dały jednoznacznego wyniku, z uwagi na degradację próbek. Armstrongowi nie odebrano zwycięstwa, ponieważ w 1999 roku nie istniała jeszcze wiarygodna metoda wykrywania EPO w moczu zawodników.
Dopiero w 2012 roku Amerykanin został dożywotnio zdyskwalifikowany przez Amerykańską Agencję Antydopingową. Anulowano także wszystkie wyniki Armstronga od 1 sierpnia 1998 roku. Mimo to jeden z najpoważniejszych rywali Amerykanina, Niemiec Jan Ullrich stwierdził, że Armstrongowi powinno się przywrócić wszystkie wyniki, z uwagi na powszechność stosowania dopingu wśród kolarzy w tamtych czasach.

## Drużyny
W tej edycji TdF wzięło udział 20 drużyn:
| - Mapei-Quick Step - Rabobank - ONCE-Deutsche Bank - Team Polti - Saeco Macchine per Caffè-Cannondale | - Lotto-Mobistar - Casino-Ag2r Prévoyance - Mercatone Uno-Bianchi - Kelme-Costa Blanca - Cofidis | - Vitalicio Seguros - Team Telekom - Crédit Agricole - Festina-Lotus - Banesto | - Cantina Tollo-Alexia Alluminio - Française des Jeux - US Postal - BigMat-Auber 93 - Lampre-Daikin |

## Etapy
| P  | 3 lipca  | Puy du Fou                        | ITT 6,8 km    | Lance Armstrong    |               |               |               |
| 1  | 4 lipca  | Montaigu – Challans               | 208,0 km      | Jaan Kirsipuu      |               |               |               |
| 2  | 5 lipca  | Challans – Saint-Nazaire          | 176,0 km      | Tom Steels         |               |               |               |
| 3  | 6 lipca  | Nantes – Laval                    | 194,5 km      | Tom Steels         |               |               |               |
| 4  | 7 lipca  | Laval – Blois                     | 191,0 km      | Mario Cipollini    |               |               |               |
| 5  | 8 lipca  | Bonneval – Amiens                 | 233,5 km      | Mario Cipollini    |               |               |               |
| 6  | 9 lipca  | Amiens – Maubeuge                 | 171,5 km      | Mario Cipollini    |               |               |               |
| 7  | 10 lipca | Avesnes-sur-Helpe – Thionville    | 227,0 km      | Mario Cipollini    |               |               |               |
| 8  | 11 lipca | Metz – Metz                       | ITT 56,5 km   | Lance Armstrong    |               |               |               |
|    | 12 lipca | Dzień przerwy                     | Dzień przerwy | Dzień przerwy      | Dzień przerwy | Dzień przerwy | Dzień przerwy |
| 9  | 13 lipca | Le Grand-Bornand – Sestriere      | 213,5 km      | Lance Armstrong    |               |               |               |
| 10 | 14 lipca | Sestriere – Alpe d'Huez           | 220,5 km      | Giuseppe Guerini   |               |               |               |
| 11 | 15 lipca | Le Bourg-d’Oisans – Saint-Étienne | 198,5 km      | Ludo Dierckxsens   |               |               |               |
| 12 | 16 lipca | Saint-Galmier – Saint-Flour       | 201,5 km      | David Etxebarria   |               |               |               |
| 13 | 17 lipca | Saint-Flour – Albi                | 236,5 km      | Salvatore Commesso |               |               |               |
| 14 | 18 lipca | Castres – Saint-Gaudens           | 199,0 km      | Dmitrij Konyszew   |               |               |               |
|    | 19 lipca | Dzień przerwy                     | Dzień przerwy | Dzień przerwy      | Dzień przerwy | Dzień przerwy | Dzień przerwy |
| 15 | 20 lipca | Saint-Gaudens – Piau-Engaly       | 173,0 km      | Fernando Escartín  |               |               |               |
| 16 | 21 lipca | Lannemezan – Pau                  | 192,0 km      | David Etxebarria   |               |               |               |
| 17 | 22 lipca | Mourenx – Bordeaux                | 200,0 km      | Tom Steels         |               |               |               |
| 18 | 23 lipca | Jonzac – Futuroscope              | 187,0 km      | Giampaolo Mondini  |               |               |               |
| 19 | 24 lipca | Futuroscope – Futuroscope         | ITT 57,0 km   | Lance Armstrong    |               |               |               |
| 20 | 25 lipca | Arpajon – Paryż (Champs-Élysées)  | 143,5 km      | Robbie McEwen      |               |               |               |

## Liderzy klasyfikacji po etapach
| Etap                 | Zwycięzca            | Klasyfikacja generalna | Klasyfikacja górska | Klasyfikacja punktowa | Klasyfikacja młodzieżowa | Klasyfikacja drużynowa |
| -------------------- | -------------------- | ---------------------- | ------------------- | --------------------- | ------------------------ | ---------------------- |
| P                    | Lance Armstrong      | Lance Armstrong        | Mariano Piccoli     | Lance Armstrong       | Rik Verbrugghe           | US Postal              |
| 1                    | Jaan Kirsipuu        | Lance Armstrong        | Mariano Piccoli     | Jaan Kirsipuu         | Rik Verbrugghe           | US Postal              |
| 2                    | Tom Steels           | Jaan Kirsipuu          | Mariano Piccoli     | Jaan Kirsipuu         | Christian Vande Velde    | US Postal              |
| 3                    | Tom Steels           | Jaan Kirsipuu          | Mariano Piccoli     | Jaan Kirsipuu         | Christian Vande Velde    | US Postal              |
| 4                    | Mario Cipollini      | Jaan Kirsipuu          | Mariano Piccoli     | Jaan Kirsipuu         | Christian Vande Velde    | US Postal              |
| 5                    | Mario Cipollini      | Jaan Kirsipuu          | Mariano Piccoli     | Jaan Kirsipuu         | Christian Vande Velde    | US Postal              |
| 6                    | Mario Cipollini      | Jaan Kirsipuu          | Mariano Piccoli     | Jaan Kirsipuu         | Christian Vande Velde    | US Postal              |
| 7                    | Mario Cipollini      | Jaan Kirsipuu          | Mariano Piccoli     | Jaan Kirsipuu         | Christian Vande Velde    | US Postal              |
| 8                    | Lance Armstrong      | Lance Armstrong        | Mariano Piccoli     | Jaan Kirsipuu         | Magnus Bäckstedt         | US Postal              |
| 9                    | Lance Armstrong      | Lance Armstrong        | Richard Virenque    | Stuart O’Grady        | Benoît Salmon            | US Postal              |
| 10                   | Giuseppe Guerini     | Lance Armstrong        | Richard Virenque    | Stuart O’Grady        | Benoît Salmon            | ONCE                   |
| 11                   | Ludo Dierckxsens     | Lance Armstrong        | Richard Virenque    | Stuart O’Grady        | Benoît Salmon            | Festina                |
| 12                   | David Etxebarria     | Lance Armstrong        | Richard Virenque    | Erik Zabel            | Benoît Salmon            | Festina                |
| 13                   | Salvatore Commesso   | Lance Armstrong        | Richard Virenque    | Erik Zabel            | Benoît Salmon            | ONCE                   |
| 14                   | Dmitrij Konyszew     | Lance Armstrong        | Richard Virenque    | Erik Zabel            | Benoît Salmon            | Festina                |
| 15                   | Fernando Escartín    | Lance Armstrong        | Richard Virenque    | Erik Zabel            | Benoît Salmon            | Banesto                |
| 16                   | David Etxebarria     | Lance Armstrong        | Richard Virenque    | Erik Zabel            | Benoît Salmon            | Banesto                |
| 17                   | Tom Steels           | Lance Armstrong        | Richard Virenque    | Erik Zabel            | Benoît Salmon            | Banesto                |
| 18                   | Gianpaolo Mondini    | Lance Armstrong        | Richard Virenque    | Erik Zabel            | Benoît Salmon            | Banesto                |
| 19                   | Lance Armstrong      | Lance Armstrong        | Richard Virenque    | Erik Zabel            | Benoît Salmon            | Banesto                |
| 20                   | Robbie McEwen        | Lance Armstrong        | Richard Virenque    | Erik Zabel            | Benoît Salmon            | Banesto                |
| Klasyfikacja końcowa | Klasyfikacja końcowa | Lance Armstrong        | Richard Virenque    | Erik Zabel            | Benoît Salmon            | Banesto                |

Parokrotnie podczas tej edycji TdF jeden kolarz prowadził jednocześnie w więcej niż jednej klasyfikacji:
- na etapie 1. Lance Armstrong włożył żółtą koszulkę, a Alex Zülle, drugi w klasyfikacji punktowej, zieloną.
- na etapach 3, 4, 5 i 6 Jaan Kirsipuu włożył żółtą koszulkę, a Tom Steels drugi w klasyfikacji punktowej, zieloną.
- na etapie 7, Jaan Kirsipuu włożył żółtą koszulkę, a Erik Zabel drugi w klasyfikacji punktowej, zieloną.
- na etapie 8, Jaan Kirsipuu włożył żółtą koszulkę, a Mario Cipollini drugi w klasyfikacji punktowej, zieloną.

## Klasyfikacje końcowe

### Klasyfikacja generalna
| Pozycja | Zawodnik          | Drużyna   | Czas         |
| ------- | ----------------- | --------- | ------------ |
| 1.      | Lance Armstrong   | US Postal | 91 h 32' 16" |
| 2.      | Alex Zülle        | Banesto   | +7' 37"      |
| 3.      | Fernando Escartín | Kelme     | +10' 26"     |
| 4.      | Laurent Dufaux    | Saeco     | +14' 43"     |
| 5.      | Ángel Casero      | Vitalicio | +15' 11"     |
| 6.      | Abraham Olano     | ONCE      | +16' 47"     |
| 7.      | Daniele Nardello  | Mapei     | +17' 02"     |
| 8.      | Richard Virenque  | Polti     | +17' 28"     |
| 9.      | Wladimir Belli    | Festina   | +17' 37""    |
| 10.     | Andrea Peron      | ONCE      | +23' 10"     |

### Klasyfikacja punktowa
| Pozycja | Zawodnik           | Drużyna         | Punkty |
| ------- | ------------------ | --------------- | ------ |
| 1.      | Erik Zabel         | Telekom         | 327    |
| 2.      | Stuart O’Grady     | Crédit Agricole | 275    |
| 3.      | Christophe Capelle | Big Mat         | 196    |
| 4.      | Tom Steels         | Mapei           | 188    |
| 5.      | François Simon     | Crédit Agricole | 186    |

### Klasyfikacja górska
| Pozycja | Zawodnik          | Drużyna   | Punkty |
| ------- | ----------------- | --------- | ------ |
| 1.      | Richard Virenque  | Polti     | 279    |
| 2.      | Alberto Elli      | Telekom   | 226    |
| 3.      | Mariano Piccoli   | Lampre    | 205    |
| 4.      | Fernando Escartín | Kelme     | 194    |
| 5.      | Lance Armstrong   | US Postal | 193    |

### Klasyfikacja młodzieżowa
| Pozycja | Zawodnik               | Drużyna  | Czas         |
| ------- | ---------------------- | -------- | ------------ |
| 1.      | Benoit Salmon          | Casino   | 92 h 01' 15" |
| 2.      | Mario Aerts            | Lotto    | +10' 22"     |
| 3.      | Francisco Tomas García | Vitalico | +16' 32"     |
| 4.      | Francisco Mancebo      | Banesto  | +21' 32"     |
| 5.      | Luis Pérez             | ONCE     | +23' 54"     |

### Klasyfikacja drużynowa
| Pozycja | Drużyna       | Czas          |
| ------- | ------------- | ------------- |
| 1.      | Banesto       | 275 h 05' 21" |
| 2.      | ONCE          | +8' 16"       |
| 3.      | Festina-Lotus | +16' 13"      |
| 4.      | Kelme         | +23' 48"      |
| 5.      | Mapei         | +24' 13"      |